# Formel-E-Rennstrecke Peking
Die Formel-E-Rennstrecke Peking war ein temporärer Stadtkurs für Rennen der FIA-Formel-E-Meisterschaft in Peking (Volksrepublik China) mit einer Länge von 3,439 km. Der Kurs wurde im Rahmen der Saison 2014/15 sowie der Saison 2015/16 2 mal für die chinesische Runde der Meisterschaft angelegt und war deren erster Austragungsort in China.

## Geschichte
Der Kurs wurde von Rodrigo Nunes entworfen, führte über öffentliche Straßen entgegen dem Uhrzeigersinn rund um das „Vogelnest“ genannte Nationalstadion Peking sowie die olympische Schwimmhalle und bestand aus 6 90°-Kurven sowie 4 zusätzlichen Bremsschikanen, was insgesamt zwanzig Kurven ergab. Die U-förmig angelegte Boxengasse bot den dort sitzenden Zuschauern eine gute Sicht auf die Boxenstopps. Die Strecke war die längste Rennstrecke im Kalender der Formel-E-Saison 2014/15.
Für den zweiten Beijing ePrix wurde die erste Schikane entfernt, so dass die Strecke um 14 Meter kürzer wurde, die Anzahl der Kurven reduzierte sich somit auf 17. Außerdem wurde die zweite Schikane enger gestaltet, so dass die Fahrzeuge hier mehr verlangsamen müssen. Als Folge des schweren Unfalls von Nick Heidfeld im Vorjahr wurde zusätzlich der Curb in der letzten Kurve abgesenkt.

## Veranstaltungen
Im Rahmen der Auftaktsaison 2014/15 der FIA-Formel-E-Meisterschaft fand am 13. September 2014 der Beijing ePrix 2014 als erstes chinesisches Rennen der Serie auf dem Kurs statt. Das Rennen gewann der Audi Sport ABT Formula E Team-Pilot Lucas de Grassi vor Franck Montagny und Sam Bird. Nach dem Beijing ePrix 2015 am 14. Oktober 2015, den Sébastien Buemi auf seinem Renault e.dams-Wagen vor Lucas di Grassi und Nick Heidfeld gewann, fanden keine Rennen mehr auf der Strecke statt, da die Formel E in der Folge die chinesische Runde auf den Hong Kong Central Harbourfront Circuit verlegte.